# هرمان ده
هرمان ده (بالألمانية: Hermann Ende)‏ (و. 1829 – 1907 م) هو مهندس معماري، وأستاذ جامعي ألماني، ولد في غورجوف ويلكوبولسكي، توفي عن عمر يناهز 78 عاماً.

## مناصب
تولى منصب Foreign government advisors in Meiji Japan ‏.

## التعليم
تعلم في Bauakademie ‏.

## جوائز
حصل على جوائز منها:
- وسام الاستحقاق للفنون والعلوم.